# Tomognathus gigeri
Espèce
Tomognathus gigeri est une espèce éteinte de poissons Amiiformes ayant vécu au Crétacé inférieur, durant le Valanginien, il y a environ 140 millions d'années.

## Description
Tomognathus gigeri possédait une double-mâchoire entièrement recouverte de dents, les plus grandes à l'avant et les plus petites recouvrant le palais. Pour capturer et déchiqueter ses proies, il pouvait allonger sa mâchoire intérieure vers l'avant, et c'est la raison pour laquelle l'espèce a été dédiée à Hans Ruedi Giger, créateur du « xénomorphe » du film Alien qui présente la même caractéristique anatomique.

## Distribution
Tomognathus gigeri a été découvert dans le Sud-Est de la France, dans le Var, au nord de Toulon.